# Cachy
Cachy est une commune française située dans le département de la Somme en région Hauts-de-France.

## Géographie

### Localisation
Cachy est un village picard de l'Amiénois.
Limitrophe de Villers-Bretonneux, la commune est située à 7 km au sud de Corbie, 9 km au nord de Moreuil et à 14 km au sud-est d'Amiens à vol d'oiseau.
Le territoire de la commune est limitrophe de ceux de six communes.
Les communes limitrophes sont Domart-sur-la-Luce, Aubigny, Blangy-Tronville, Gentelles, Hangard et Villers-Bretonneux.

### Géologie et relief
Le sol et le sous-sol de la commune sont de formation tertiaire et quaternaire. Une épaisse couche végétale se superpose à l'argile, la marne et la craie.
Le relief de la commune est celui d'un plateau d'une altitude d'environ 100 m d'altitude qui descend en pente légère vers la Somme et la Luce. Au nord de la commune, le Bois-l'Abbé la protège des vents.

### Hydrographie
La commune est située dans le bassin Artois-Picardie. Elle n'est drainée par aucun cours d'eau.

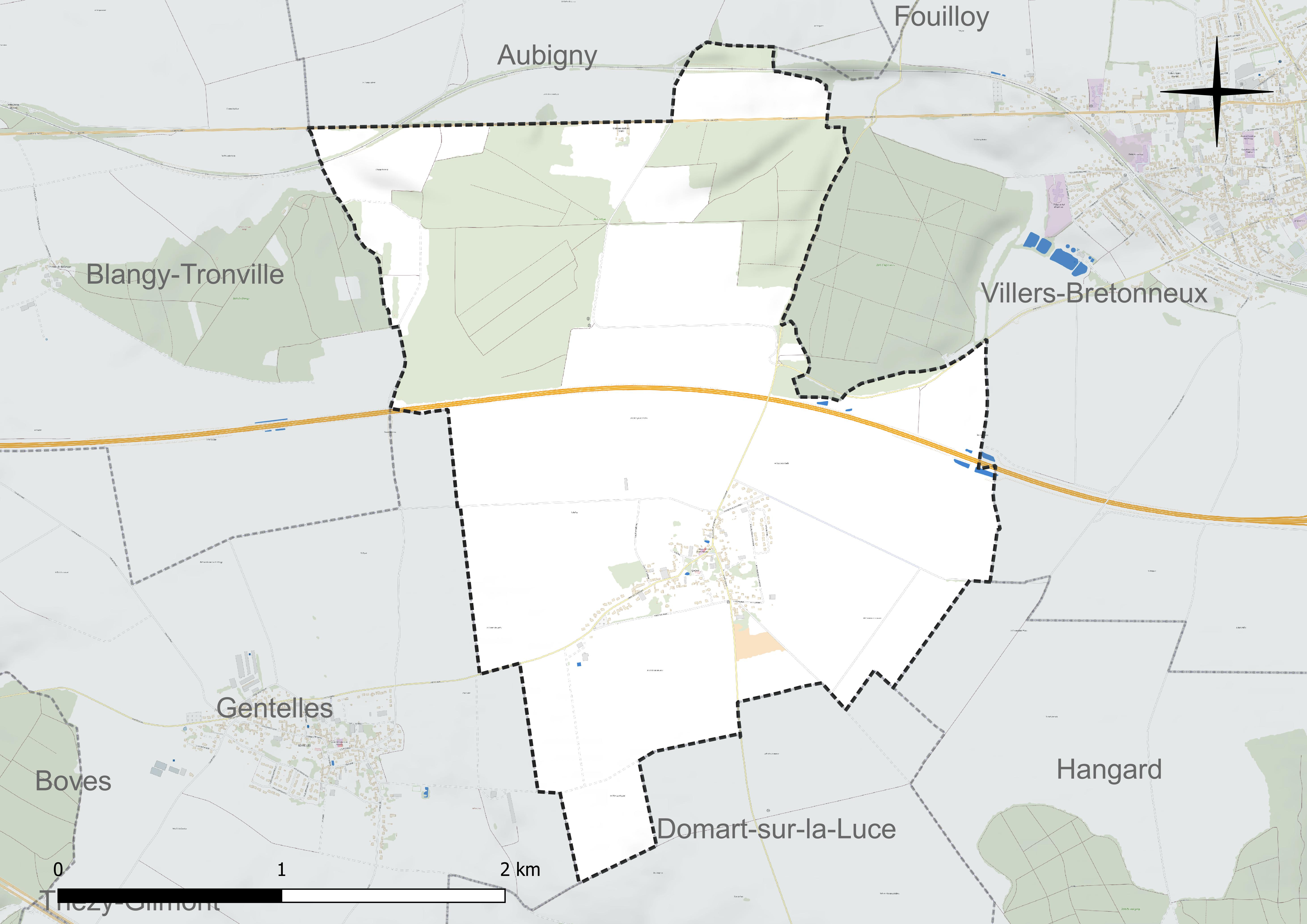
Réseau hydrographique de Cachy.

### Climat
Pour des articles plus généraux, voir Climat des Hauts-de-France et Climat de la Somme.
En 2010, le climat de la commune est de type climat océanique dégradé des plaines du Centre et du Nord, selon une étude du CNRS s'appuyant sur une série de données couvrant la période 1971-2000. En 2020, Météo-France publie une typologie des climats de la France métropolitaine dans laquelle la commune est exposée à un climat océanique et est dans la région climatique Nord-est du bassin Parisien, caractérisée par un ensoleillement médiocre, une pluviométrie moyenne régulièrement répartie au cours de l'année et un hiver froid (3 °C).
Pour la période 1971-2000, la température annuelle moyenne est de 10,2 °C, avec une amplitude thermique annuelle de 14,4 °C. Le cumul annuel moyen de précipitations est de 715 mm, avec 11,8 jours de précipitations en janvier et 8,7 jours en juillet. Pour la période 1991-2020, la température moyenne annuelle observée sur la station météorologique la plus proche, située sur la commune de Glisy à 6 km à vol d'oiseau, est de 11,1 °C et le cumul annuel moyen de précipitations est de 646,6 mm,. Pour l'avenir, les paramètres climatiques de la commune estimés pour 2050 selon différents scénarios d'émission de gaz à effet de serre sont consultables sur un site dédié publié par Météo-France en novembre 2022.

## Urbanisme

### Typologie
Au 1er janvier 2024, Cachy est catégorisée commune rurale à habitat dispersé, selon la nouvelle grille communale de densité à sept niveaux définie par l'Insee en 2022.
Elle est située hors unité urbaine. Par ailleurs la commune fait partie de l'aire d'attraction d'Amiens, dont elle est une commune de la couronne,. Cette aire, qui regroupe 369 communes, est catégorisée dans les aires de 200 000 à moins de 700 000 habitants,.

### Occupation des sols
L'occupation des sols de la commune, telle qu'elle ressort de la base de données européenne d'occupation biophysique des sols Corine Land Cover (CLC), est marquée par l'importance des territoires agricoles (72,4 % en 2018), une proportion sensiblement équivalente à celle de 1990 (72,8 %). La répartition détaillée en 2018 est la suivante : 
terres arables (72,4 %), forêts (21,8 %), zones urbanisées (5,3 %), zones industrielles ou commerciales et réseaux de communication (0,5 %). L'évolution de l'occupation des sols de la commune et de ses infrastructures peut être observée sur les différentes représentations cartographiques du territoire : la carte de Cassini (XVIIIe siècle), la carte d'état-major (1820-1866) et les cartes ou photos aériennes de l'IGN pour la période actuelle (1950 à aujourd'hui).

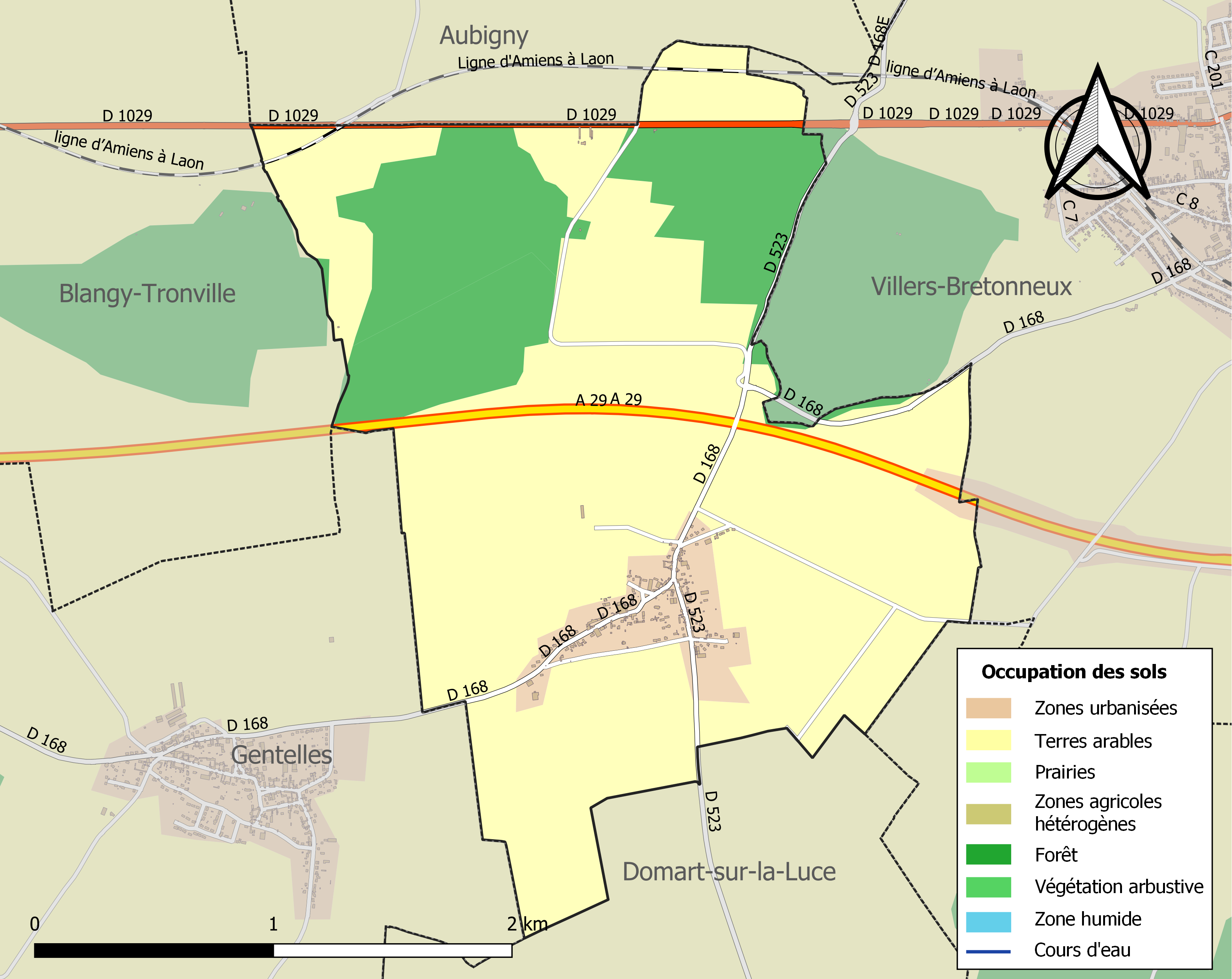
Carte des infrastructures et de l'occupation des sols de la commune en 2018 (CLC).

### Habitat
La commune présente un habitat groupé excepté un écart au Bois-l'Abbé.

### Voies de communication et transports
Cachy est reliée aux principales routes d'accès d'Amiens par la route départementale 168 et ses antennes.
Transports en commun routiers : la localité est desservie par les lignes d'autocars du réseau Trans'80, Hauts-de-France, tous les jours sauf le dimanche et les jours fériés (ligne no 40, Roye - Hangest-en-Santerre - Amiens).

## Toponymie
Le nom Cachy vient de Cassiacum (domaine de Cassius). On trouve dans les textes anciens les formes, Cachiacum, Cassy, Cachi en 1158 et enfin Cachy.

## Histoire

### Antiquité
En 1850, furent mises au jour des tuiles romaines et des monnaies des IIe et IIIe siècles.
Trois  villas gallo-romaines à cour rectangulaire orientée et deux substructions diverses ont été localisées sur le plateau agricole.

### Moyen Âge
Au XIIIe siècle, la seigneurie de Cachy appartenait à l'abbaye de Corbie.

### Époque moderne
En 1567, le seigneur de Cachy comparut pour la rédaction des coutumes d'Amiens.
En 1636, le village de Cachy fut ravagé par l'armée espagnole.
En 1728, la cure de Gentelles avait un revenu de 441 livres pour s'élever à 600 livres au cours du XVIIIe siècle.

### Époque contemporaine

#### Guerre de 1870-1871
Le combat de Cachy se déroula le 27 novembre 1870, pendant lequel le 43e régiment de ligne défendit la position. Le commandant Roslin, trois sous-officiers furent tués ; 27 soldats furent inhumés dans le cimetière communal. Ce combat avec celui de Gentelles constitua un épisode de la bataille d'Amiens en parallèle avec la Bataille de Villers-Bretonneux. Cinq incendies furent provoqués dans le village par les obus prussiens. 1 500 soldats ennemis occupèrent le village.

#### Première Guerre mondiale
Pendant la Grande Guerre, fut aménagé à Cachy, un terrain d'aviation de l'armée française. En novembre 1916, le groupement de chasse n° 12 fut constitué sur place en vue de la bataille de la Somme. Le GC 12 fut placé sous le commandement du capitaine Antonin Brocard. Ce groupe de chasse n° 12 encore appelé groupe de Cachy fut appelé 'escadrille des Cigognes après l'adoption d'une cigogne comme emblème par les quatre escadrilles du groupe. Georges Guynemer servit dans le groupe de Cachy.
C'est aux environs de Cachy que se déroulèrent les premiers affrontements de chars de combat entre des A7V allemands et des chars Mark IV de la British Army le 24 avril 1918.

#### Entre-deux-guerres
Le village a été complètement détruit pendant la Première Guerre mondiale et la mairie, rendue inutilisable, a été remplacée temporairement par une baraque en bois. Cinq enfants du pays ont perdu la vie à cause du conflit,.

#### Seconde Guerre mondiale
En mai-juin 1940, pendant la bataille de France, des soldats du 16e R.T.S et du 212e R.A.C.L. de la 4e division d'infanterie coloniale tombèrent à Cachy.

## Politique et administration
| Période                                  | Période                       | Identité                    | Étiquette | Qualité |
| ---------------------------------------- | ----------------------------- | --------------------------- | --------- | --- |
| Les données manquantes sont à compléter. |                               |                             |           | |
| 06/1800                                  | 1807                          | Charles François Hordé      |           | |
| 1807                                     | 1830                          | Pierre Paul Dutilloy        |           | |
| 1831                                     | 1849                          | Pierre Bocquet              |           | |
| 1850                                     | 1852                          | Drouart                     |           | |
| 1852                                     | 1853                          | Degouy                      |           | |
| 1853                                     | 1857                          | François Guillouard         |           | |
| 1857                                     | 1864                          | Achille Bocquet             |           | |
| 1864                                     | 1872                          | Frumence Bocquet            |           | |
| 1872                                     | 1873                          | Junior Bouquet              |           | |
| 1874                                     | 1876                          | François Isidore Guillouard |           | |
| 1876                                     | 1878                          | Frumence Bocquet            |           | |
| 1878                                     | 1888                          | Léopold Jouancoux           |           | |
| 1888                                     |                               | Octave Hordé                |           | |
| 1896                                     | 1916                          | Anatole Jouancoux           | Radical   | Négociant en vin Conseiller d'arrondissement en 1895 Député de la Somme (1908 → 1916) Chevalier de la Légion d'honneur Décédé en fonction |
|                                          |                               | Clayes                      |           | |
| Les données manquantes sont à compléter. |                               |                             |           | |
| mars 2001                                | En cours (au 25 juillet 2023) | François Debeugny           | NC        | Vice-président de la CC du Val de Somme (2014 → ) Réélu pour le mandat 2020-2026,                                                         |

## Population et société

### Démographie
L'évolution du nombre d'habitants est connue à travers les recensements de la population effectués dans la commune depuis 1793. Pour les communes de moins de 10 000 habitants, une enquête de recensement portant sur toute la population est réalisée tous les cinq ans, les populations de référence des années intermédiaires étant quant à elles estimées par interpolation ou extrapolation. Pour la commune, le premier recensement exhaustif entrant dans le cadre du nouveau dispositif a été réalisé en 2005.

En 2022, la commune comptait 285 habitants, en évolution de +4,01 % par rapport à 2016 (Somme : −1,26 %, France hors Mayotte : +2,11 %).
| 1793 | 1800 | 1806 | 1821 | 1831 | 1836 | 1841 | 1846 | 1851 |
| ---- | ---- | ---- | ---- | ---- | ---- | ---- | ---- | ---- |
| 280  | 309  | 351  | 333  | 347  | 326  | 350  | 341  | 339  |

| 1856 | 1861 | 1866 | 1872 | 1876 | 1881 | 1886 | 1891 | 1896 |
| ---- | ---- | ---- | ---- | ---- | ---- | ---- | ---- | ---- |
| 336  | 318  | 318  | 316  | 312  | 333  | 318  | 293  | 236  |

| 1901 | 1906 | 1911 | 1921 | 1926 | 1931 | 1936 | 1946 | 1954 |
| ---- | ---- | ---- | ---- | ---- | ---- | ---- | ---- | ---- |
| 226  | 215  | 192  | 135  | 149  | 151  | 138  | 125  | 138  |

| 1962 | 1968 | 1975 | 1982 | 1990 | 1999 | 2005 | 2006 | 2010 |
| ---- | ---- | ---- | ---- | ---- | ---- | ---- | ---- | ---- |
| 120  | 121  | 110  | 157  | 166  | 227  | 244  | 249  | 251  |

| 2015 | 2020 | 2022 | - | - | - | - | - | - |
| ---- | ---- | ---- | - | - | - | - | - | - |
| 273  | 279  | 285  | - | - | - | - | - | - |

### Enseignement
À la rentrée scolaire 2016-2017, la commune compte une école de 21 élèves, située en zone B, dans l'académie d'Amiens. Le syndicat scolaire Cachy-Gentelles prend en charge les deux écoles du regroupement pédagogique intercommunal.
La compétence scolaire est gérée par la communauté de communes.
Après le primaire, les élèves se rendent généralement au collège de Villers-Bretonneux puis fréquentent les lycées d'Amiens.

## Économie

### Activités économiques et de services
L'agriculture reste l'activité dominante de la commune.

## Culture locale et patrimoine

### Lieux et monuments
- Église de l'Assomption-de-la-Sainte-Vierge, construite au XVIe siècle et au XVIIIe siècle, elle fut déduite au cours la Première Guerre mondiale et reconstruite en style art déco pendant l'entre-deux-guerres sur les plans de l'architecte Louis Duthoit[33],[34].

- Vestiges du château du Bois-l'Abbé.
- Monument pyramidal à la mémoire des soldats de la guerre de 1870 tombés à Cachy, le 27 novembre 1870 qui fait également office de monument aux morts des guerres de 1914-1918 et 1939-1945[21].

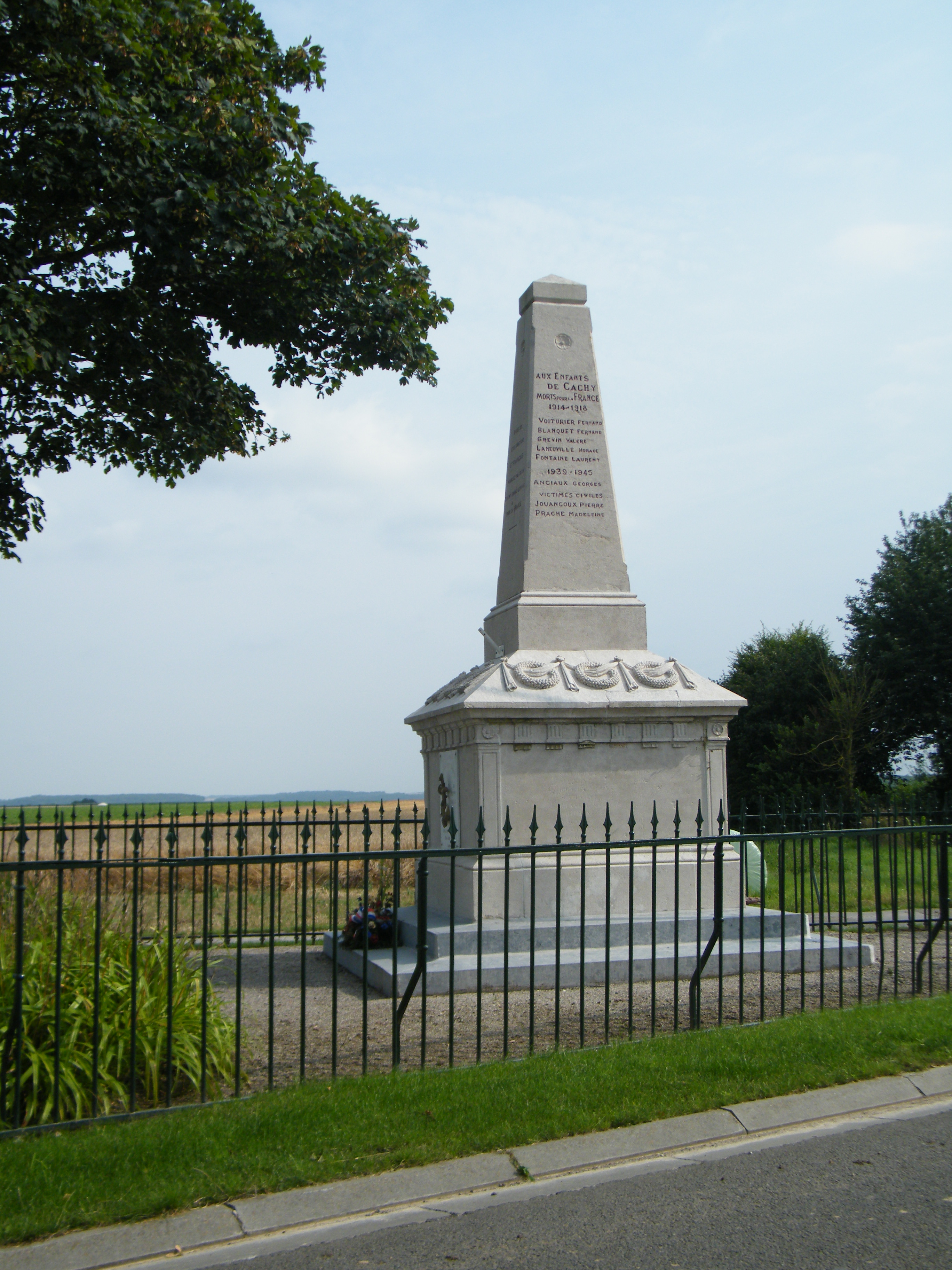
Monument.
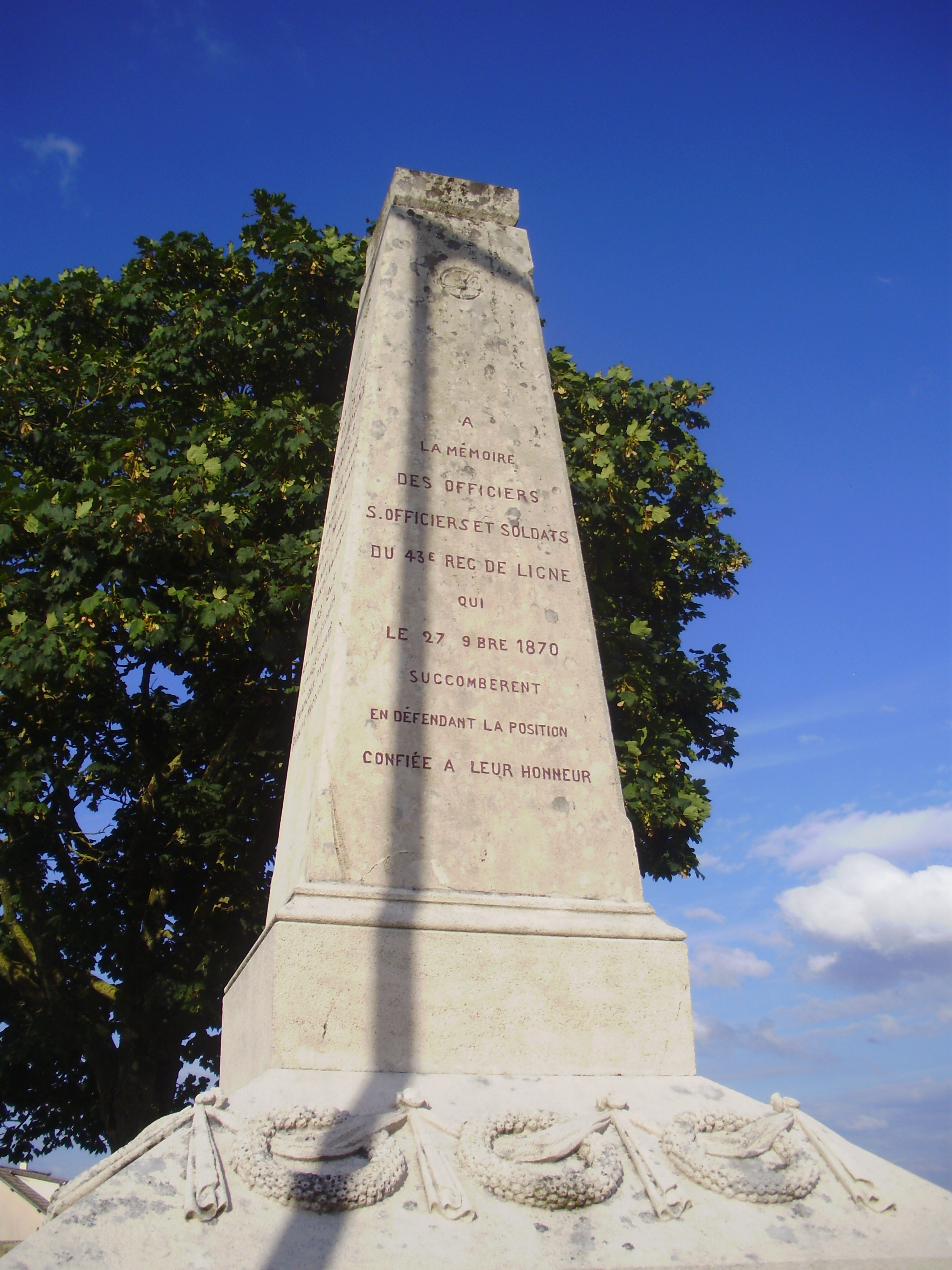
Monument aux morts, 1870.
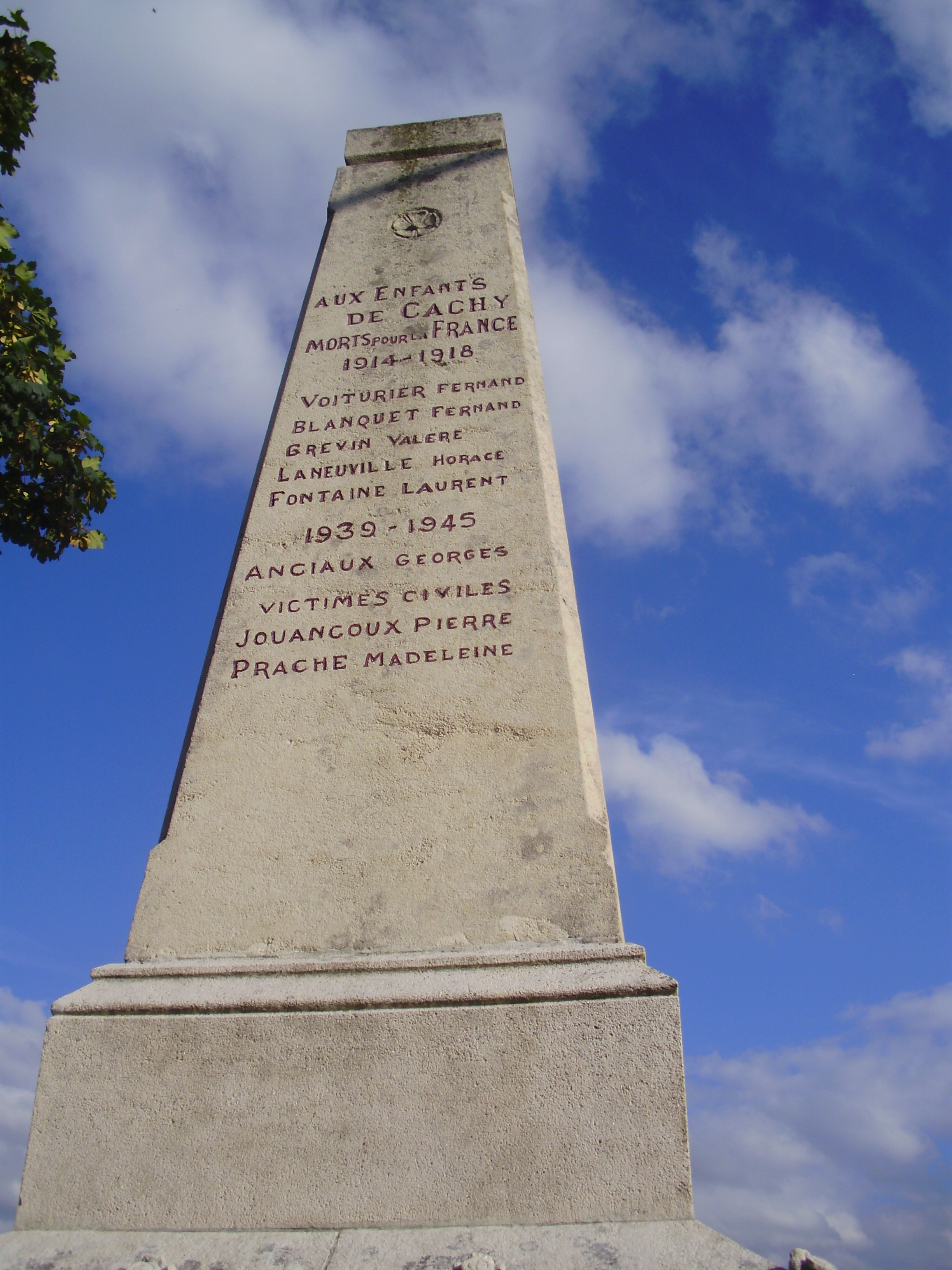
Monument aux morts, 1914-1918 et 1939-1945.
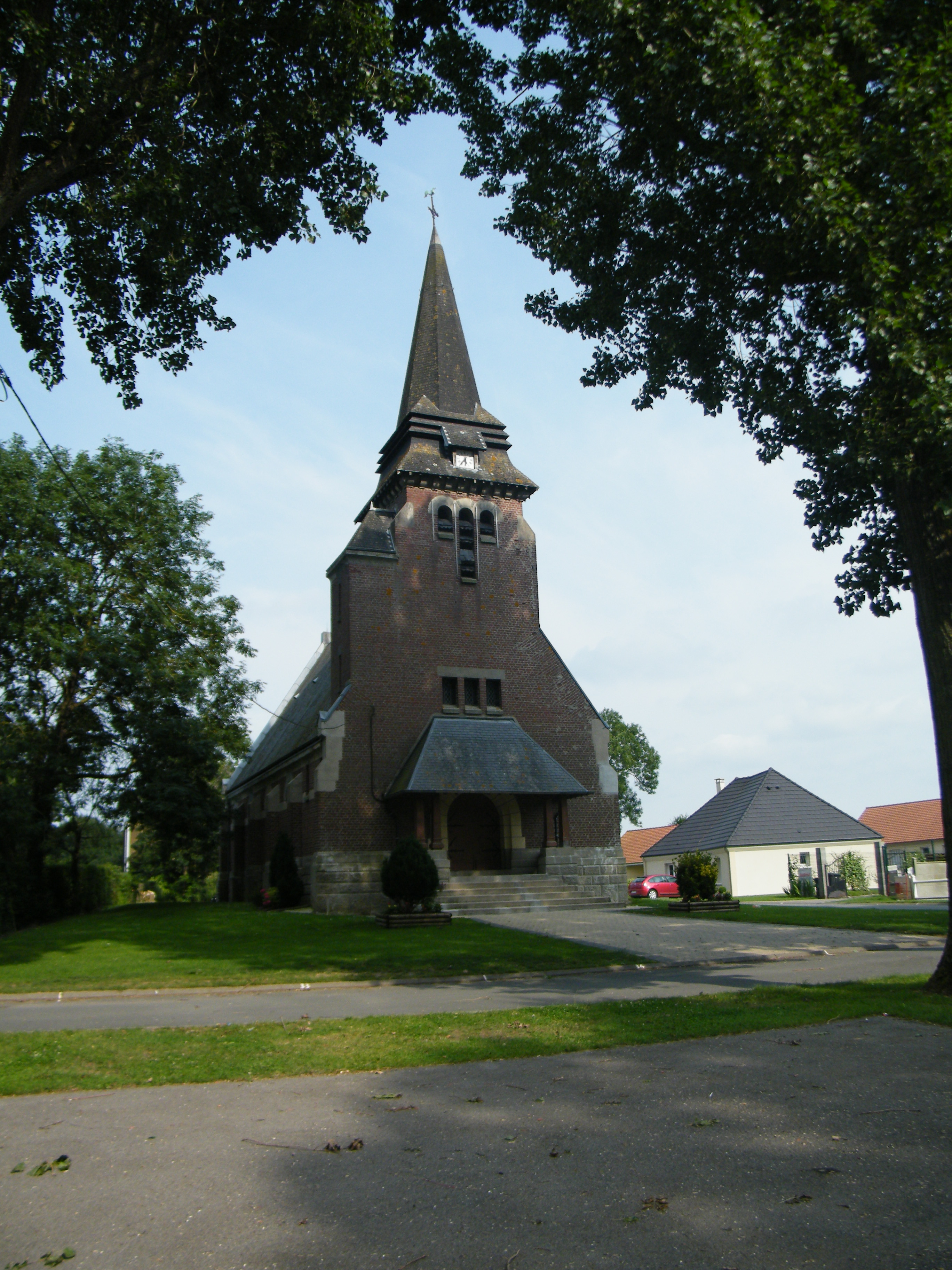
Assomption-de-la-Sainte-Vierge.
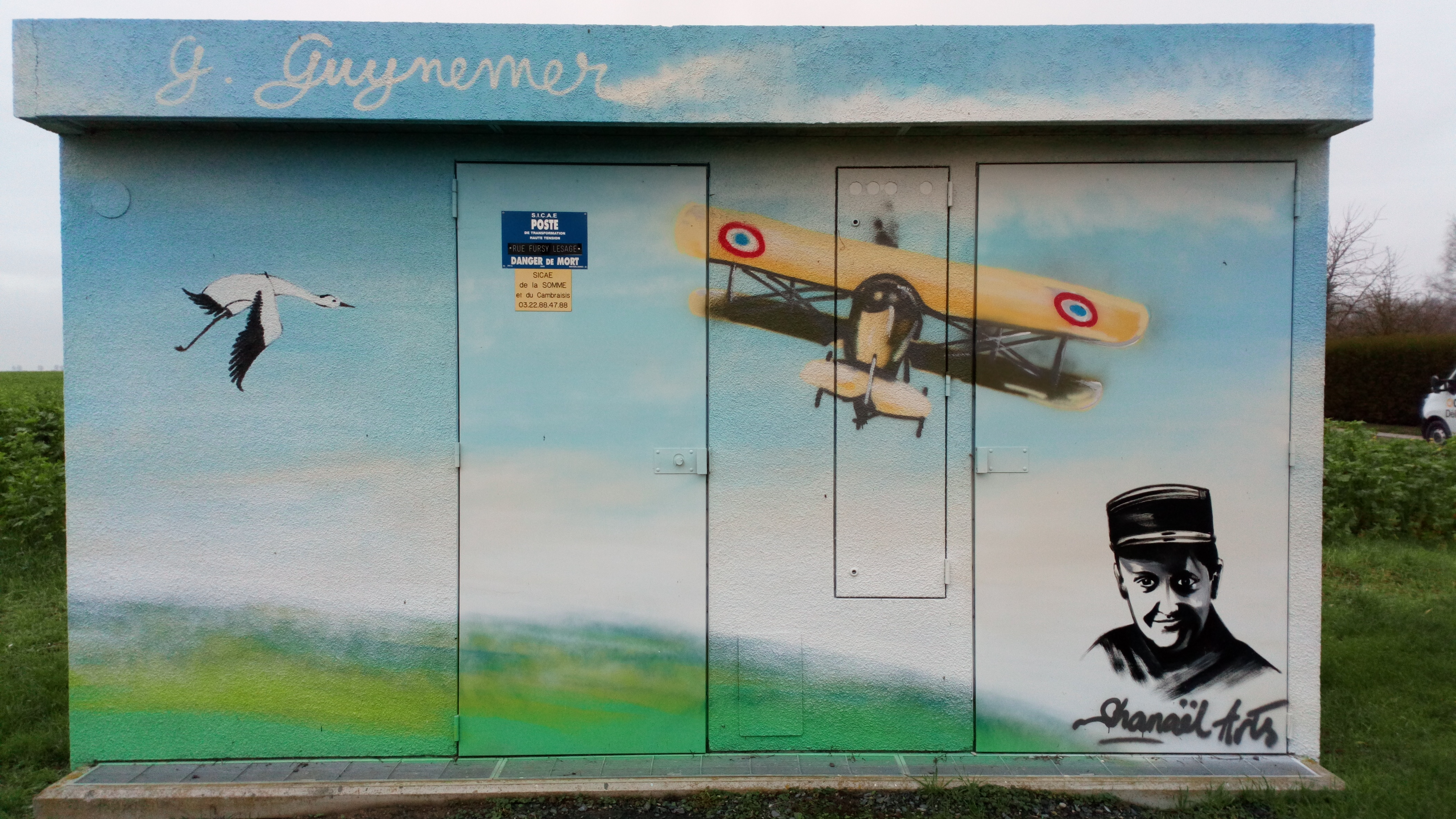
Hommage à Georges Guynemer.

### Personnalités liées à la commune
- René Jouancoux, député et maire de Cachy
- Jean-Baptiste Jouancoux.